# Elena Meroniac
Elena Meroniac (15 de mayo de 1996) es una deportista rumana que compite en piragüismo en la modalidad de aguas tranquilas.
En los Juegos Europeos de Bakú 2015 consiguió una medalla de plata en la prueba de K2 500 m. Ha ganado dos medallas en el Campeonato Europeo de Piragüismo de 2015, oro en la prueba de K2 1000 m y plata en K2 500 m.

## Palmarés internacional
| Juegos Europeos    | Juegos Europeos          | Juegos Europeos  | Juegos Europeos |
| Año                | Lugar                    | Medalla          | Competición     |
| ------------------ | ------------------------ | ---------------- | --------------- |
| 2015               | Bakú (Azerbaiyán)        | Medalla de plata | K2 500 m        |
| Campeonato Europeo |                          |                  |                 |
| Año                | Lugar                    | Medalla          | Competición     |
| 2015               | Račice (República Checa) | Medalla de oro   | K2 1000 m       |
| 2015               | Račice (República Checa) | Medalla de plata | K2 500 m        |